# Carl Johan Ekströmer

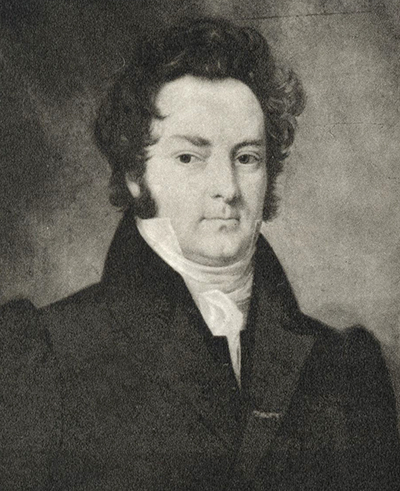
Carl Johan Ekströmer.
Oljemålning av Olof Johan Södermark (1790–1848)

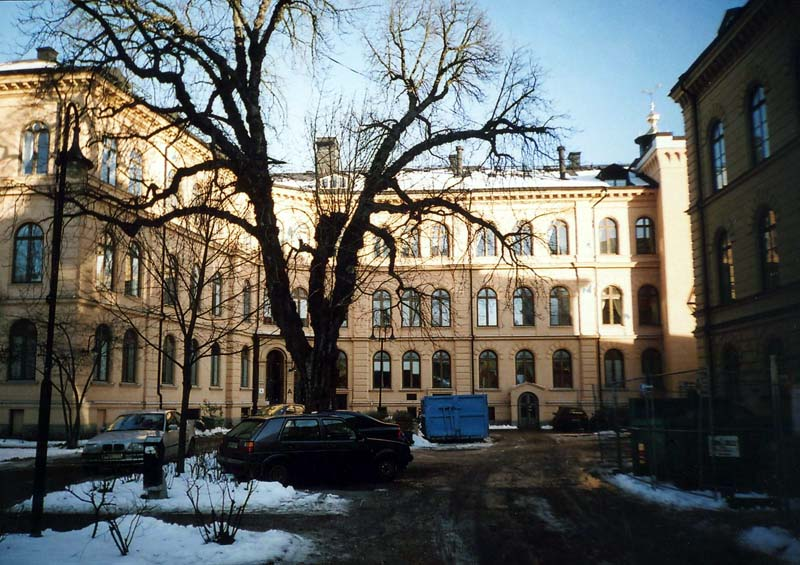
Några av Karolinska institutets ursprungliga byggnader på sydöstra Kungsholmen på Glasbruksholmen.

Carl Johan Ekströmer, före 1836 Ekström, född 3 oktober 1793 på Rådanefors bruk i Ödeborgs socken, Dalsland, död 13 augusti 1860 i Stockholm, var en svensk läkare, kirurg, kunglig livmedicus och riksdagsman. 

## Biografi
Carl Johan Ekströmer var son till bruksinspektoren Nils Ekström och Christina Maria Broström. Han gifte sig 1822 med Catharina (Karin) Fredrika Eichhorn (1804–1871).
Ekströmer studerade medicin vid Kungliga Carolinska Medico-Chirurgiska institutet i Stockholm och vid Uppsala universitet. Han specialiserade sig som kirurg och blev professor i kirurgi vid Karolinska institutet och räknas som denna vetenskaps banbrytare i Sverige. 
Ekströmer invaldes som ledamot av Kungliga Vetenskapsakademien 1827, av Kungliga Lantbruksakademien 1841 och var en stor tillskyndare av Svenska läkaresällskapet samt var generaldirektör för rikets sjukvårdsväsen. Han var ordförande i Sundhetskollegium 1849–1860.
Vid riksdagarna 1828–1830 samt 1834–1835 var Ekströmer riksdagsledamot i Prästeståndet som representant för Vetenskapsakademien. Efter att han adlats var han riksdagsledamot för Ridderskapet och adeln.
Han adlades 1836 med namnet Ekströmer och är stamfader för denna ätt. Han är far till Nils Ehrenfrid Ekströmer (1826-1859). Ekströmer är begravd på Solna kyrkogård.

## Karriär/utmärkelser
Carl Johan Ekströmer inledde sin medicinska bana som underläkare vid Västra arméns sjukhus under åren 1808–1809 och tjänstgjorde därefter som informator i Stockholm. År 1812 blev han elev vid Karolinska institutet och samma år tillförordnad bataljonsläkare vid den sammandragna armén, där han även tjänstgjorde vid Stockholms garnisonssjukhus. Den 16 mars 1813 blev han kirurgie kandidat vid Karolinska institutet och tillförordnad bataljonsläkare vid Upplands regemente, med vilket han deltog i fälttågen i Tyskland, Nederländerna och Norge 1813–1814.
Från den 1 januari 1815 tjänstgjorde han som sjukhusläkare och blev den 25 januari samma år kirurgie magister. Han skrevs in som student vid Uppsala universitet den 25 april 1815 och avlade medicinsk teoretisk examen den 16 maj samt praktisk examen den 29 november samma år. Samtidigt blev han pensionär i fältläkarkåren. I januari 1816 utsågs han till medicinsk teoretisk adjunkt vid Karolinska institutet och promoverades till medicine doktor i Uppsala den 16 juni 1817.
Ekströmer utnämndes till hovmedicus den 15 april 1818 och var samma år sjukhusläkare för den vid kröningen sammandragna armékåren. År 1819 tjänstgjorde han som läkare åt kronprinsen. Som kunglig stipendiat företog han en studieresa genom Danmark, Tyskland, Österrike, Frankrike och England från den 22 juni 1819 till maj 1821. Den 17 september 1821 blev han livmedikus hos konungen och den 29 september samma år överkirurg vid Serafimerlasarettet.
Den 5 februari 1827 blev han tillförordnad professor i medicin och kirurgi vid Karolinska institutet och den 28 januari 1836 adlad, enligt 37 § Regeringsformen. Han utnämndes till ordinarie professor i kirurgi vid Karolinska institutet den 26 mars samma år. Den 2 juni 1837 blev han generaldirektör över hospitalen, de civila lasaretten och kurhusen, med säte och stämma i Sundhetskollegium från 1838. År 1844 konsulterades han vid konungens sista sjukdom och var ordförande i Sundhetskollegium från den 30 mars 1849 till den 4 juli 1860.
Ekströmer var aktiv inom Svenska Läkaresällskapet, där han var sekreterare 1821–1829, ordförande 1835–1842 och blev hedersledamot 1852. Han var ledamot i direktionen för Stockholms stads och läns kurhus 1826, i Kungliga Patriotiska Sällskapet samma år och i flera hälsovårdskommittéer. Han representerade Kungliga Vetenskapsakademien vid riksdagarna 1828–30 och 1834–35 och deltog därefter som adlad i flera riksdagar, bland annat som ledamot i konstitutionsutskottet 1844. Han var även ledamot i kolerakommittén 1831 och hade flera uppdrag inom Vetenskapsakademien.
Bland hans övriga uppdrag märks ledamotskap i överstyrelsen för Stockholms stads brandförsäkringskontor 1838, kommittén för fattigvården samma år, samt ordförandeskap i pensionsinrättningen för svenska läkare, deras änkor och barn från 1845. Han deltog i flera kommittéer för reorganisation av hospital och utredningar om sjuklighet i Stockholms garnison, samt var ordförande i administrationen för införande av gasbelysning i huvudstaden.
Ekströmer valdes in i Kungliga Fysiografiska Sällskapet i Lund 1823, blev Riddare av Vasaorden (RVO) 1826, ledamot av Kungliga Vetenskapsakademien (LVA) 1827, där han var preses 1837–1838, Riddare av Nordstjärneorden (RNO) 1832 (i briljanter 1844), ledamot av Kungliga Vetenskaps- och Vitterhets-Samhället i Göteborg (LVVS) 1833, ledamot av Lantbruksakademien (LLA) 1836, Kommendör av Vasaorden (KVO) 1842, Storkors av Dannebrogorden (KDDO) 1847, Kommendör med stora korset av Nordstjärneorden (KmstkVO) 1853, samt mottagare av Karl Johansmedaljen 1855. Han var även ledamot av flera utländska akademier och lärda sällskap.